# Олимпијски стадион у Севиљи
Олимпијски стадион у Севиљи или Стадион де Ла Картуха (шп. Estadio Olímpico de La Cartuja) је стадион у Севиљи, Шпанија. Налази се на острву Картуха (Isla de La Cartuja).
Стадион има капацитет од 57.619 седећих места и трећи је по величини у Шпанији, иза стадиона Камп ноу у Барселони и Сантијаго Бернабеу у Мадриду. Иако Севиља има два фудбалска клуба у Првој лиги, Севиљу и Реал Бетис, они ипак не користе овај стадион већ домаће утакмице играју на својим стадионима. Повремено на њему своје утакмице игра фудбалска репрезентација Шпаније. Тренутно се највише користи за велике сценске наступе, а такође је дом многим компанијама и организацијама.

## Историја
Стадион је отворио краљ Шпаније Хуан Карлос I 5. маја 1999, када је одиграна фудбалска пријатељска утакмица између репрезентација Шпаније и Хрватске (3:1).
Од 20. до 29. августа 1999. на њему је одржано 7. Светско првенство у атлетици на отвореном, за чије потребе је и изграђен и пројектован. Јула исте године на њему је одржано и првенство Шпаније у атлетици.
Иако је било планирано да стадион након светског првенства користе и два фудбалска клуба из Севиље, Севиља и Реал Бетис, навијачи оба тима су показали незадовољство овом почетном идејом па се то није остварило, мада ова два клуба повремено користе стадион за званичне утакмице.
На Олимпијском стадиону су одиграна два финала Купа Шпаније, 1999. између Валенсије и Атлетико Мадрида (3:0) и 2001. између Селте Виго и Реал Сарагосе (1:3).
Дана 21. маја 2003. на њему је одиграно финале Купа УЕФА за сезону 2002/03, у којем је португалски Порто савладао шкотски Селтик са 3:2.
Краљевски тениски савез Шпаније је два пута изабрао Олимпијски стадион за домаћина финала Дејвис купа, 2004. и 2011. године. За оба финала био је постављен привремени кров на једном делу стадиона, где је постављена шљака, а стадион је тада могао да прими 27.700 гледалаца. Шпанија је оба пута освојила трофеј, први пут победивши Сједињене Америчке Државе (3:2), а други пут Аргентину (3:1).

## Утакмице репрезентације
Фудбалска репрезентација Шпаније је на овом стадиону одиграла четири утакмице.
| Датум              | Такмичење              | Противник | Резултат |
| ------------------ | ---------------------- | --------- | -------- |
| 5. мај 1999.       | Пријатељска (отварање) | Хрватска  | 3:1      |
| 17. новембар 1999. | Пријатељска            | Аргентина | 0:2      |
| 15. новембар 2000. | Пријатељска            | Холандија | 1:2      |
| 3. јун 2012.       | Пријатељска            | Кина      | 1:0      |